# Gnophos unicolor
Gnophos unicolor är en fjärilsart som beskrevs av Drenawsky. Gnophos unicolor ingår i släktet Gnophos och familjen mätare. Inga underarter finns listade i Catalogue of Life.